# Японський фестиваль медіа-мистецтва
Японський фестиваль медіа-мистецтва — це щорічний фестиваль, який з 1997 року проводить Японське агентство з питань культури. Фестиваль починається з відкритого конкурсу і завершується врученням кількох нагород і виставкою.
На основі оцінювання журі, що складається з колег-митців, нагороди присуджуються в чотирьох категоріях: мистецтво (раніше — неінтерактивне цифрове мистецтво), розваги (раніше — інтерактивне мистецтво; включаючи відеоігри та вебсайти), анімація та манґа. У кожній категорії присуджується одна головна премія, чотири премії за відмінні якості та (з 2002 року) одна заохочувальна премія. Переможці у чотирьох номінаціях отримують сертифікат, кубок та грошову винагороду.
24 серпня 2022 року на офіційному сайті було оголошено, що набору на цей рік не буде. З цього приводу газетою Асахі Шімбун, спираючись на інтерв'ю з Агентством з питань культури, було заявлено, що на 25-му врученні фестиваль «завершив свою роль».

## Категорія мистецтва
- 1997 (1): Soul Blade (Bandai Namco Entertainment)
- 2022 (25): Кімната сонця і місяця (anno lab)

## Категорія розваг
- 1998 (2): The Legend of Zelda: Ocarina of Time (Шіґеру Міямото)
- 1999 (3): AIBO ERS110 (Мадаші Оцукі, Хаджіме Сораяма)
- 2007 (11): Wii Sports (Команда розробників «Wii Sports»)
- 2014 (18): Ingress (Niantic Labs)
- 2017 (20): Шин Ґодзілла (Анно Хідеакі, Шінджі Хіґучі)

## Категорія анімації
- 1997 (1): Принцеса Мононоке (Міядзакі Хаяо)
- 2000 (4): Кров: Останній вампір (Хіроюкі Кітакубо)
- 2001 (5): Віднесені привидами (Міядзакі Хаяо) та Актриса тисячоліття (Кон Сатоші)
- 2006 (10): Toki o Kakeru Shōjo (Хосода Мамору)
- 2008 (12): Дім із маленьких кубиків (Като Куніо)
- 2011 (15): Mahō Shōjo Madoka Magica (Акіюкі Шінбо)

## Категорія манґи
- 2000 (4): Vagabond (Такехіко Іноуе, Ейджі Йошікава)
- 2005 (9): Disappearance Diary (Хідео Адзума)
- 2008 (12): Piano no Mori (Макото Ішикі)
- 2009 (13): Сага про Вінланд (Юкімура Макото)
- 2013 (17): JoJolion (Хірохіко Аракі)